# Evans Butte
Der Evans Butte ist ein 2570 m hoher, markanter und schneebedeckter Zeugenberg im westantarktischen Marie-Byrd-Land. Er ragt am Kopfende des Albanus-Gletschers auf und markiert die südöstliche Grenze der Tapley Mountains im Königin-Maud-Gebirge.
Das Advisory Committee on Antarctic Names benannte ihn 1967 nach Leutnant Eldon L. Evans von der United States Navy, medizinischer Offizier auf der Byrd-Station im antarktischen Winter des Jahres 1962.